# Montañas de Begur
Las Montañas de Begur (en catalán, Muntanyes de Begur) son unas formaciones montañosas cercanas al mar Mediterráneo situadas en Cataluña (España). Se constituye como los últimos rastros del norte de la cordillera Litoral y una prolongación natural del macizo de Las Gavarras. Las montañas se articulan entre los términos municipales de Bagur, Montrás, Palafrugell, Palamós, Pals y Regencós, todos pertenecientes a la comarcas del Bajo Ampurdán.
- Datos: Q6022285
- Multimedia: Muntanyes de Begur / Q6022285